# كارلوس فيليكس
كارلوس فيليكس (بالإسبانية: Carlos Félix)‏ هو لاعب كرة قدم مكسيكي، ولد في 14 مايو 1991. لعب مع Murciélagos F.C. ‏.

## وصلات خارجية
- كارلوس فيليكس على موقع قاعدة بيانات كرة القدم.إي يو (الإنجليزية)